# 다릴 얀마트
다릴 얀마트(Daryl Janmaat, 1989년 7월 22일 ~ )는 네덜란드의 은퇴한 축구 선수이다. 네덜란드 축구 국가대표팀 일원이었으며 수비수로 활약했다.

## 클럽 경력
2007-08 시즌 당시 2부리그에 있던 ADO 덴하흐에서 프로 데뷔를 하였고, 2008년 SC 헤이렌베인으로 이적하지만 네 시즌 동안 데뷔 시즌에 10경기 출전한 이후로는 세 번밖에 선발로 뛰지 못했다. 결국 2012년 여름에 계약이 만료되어 유소년 시절 몸담았던 페예노르트로 돌아오게 된다. 페예노르트 이적 후 좋은 모습을 보이며 여러 클럽의 관심을 받던 그는 2014년 여름 뉴캐슬 유나이티드와 6년 계약을 맺으며 프리미어리그에서의 생활을 시작하게 되었다.

## 국가대표팀 경력
얀마트는 2012년 9월 7일 홈에서 2-0으로 승리한 터키와의 2014년 FIFA 월드컵 유럽 지역 예선에서 90분 풀타임을 뛰며 네덜란드 축구 국가대표팀 데뷔전을 치렀다. 이후 루이 판 할이 이끄는 네덜란드 대표팀의 2014년 FIFA 월드컵 최종명단에 포함되며 스페인과의 조별 예선전을 시작으로 4경기에 출전하였고, 브라질과의 3, 4위 전에서는 조르지니오 베이날뒴의 골을 어시스트 하기도 했다.

## 수상 경력

### 클럽
SC 헤이렌베인
- KNVB컵: 2008-09

### 국가대표팀
- FIFA 월드컵 3위: 2014

## 참고 문헌
1. ↑  (영어) “Official: Feyenoord to sign Heerenveen's Daryl Janmaat this summer”. 골닷컴. 2012년 2월 1일. 2014년 8월 16일에 확인함.
2. ↑  (영어) “Newcastle Secure Janmaat Signing”. 뉴캐슬 유나이티드 공식 웹사이트. 2014년 7월 17일. 2014년 8월 16일에 확인함.
3. ↑  (영어) “Holland World Cup squad: Louis van Gaal wields the axe to select final 23 for Brazil”. 미러. 2014년 5월 31일. 2014년 8월 16일에 확인함.
4. ↑  (영어) “Netherlands beats host Brazil 3-0 to finish 3rd”. 야후 스포츠. 2014년 7월 12일. 2014년 8월 13일에 원본 문서에서 보존된 문서. 2014년 8월 16일에 확인함.